# Untoten
Untoten ist eine deutsche Band aus Berlin, die von der Sängerin und Künstlerin Greta Csatlós und dem Musiker David A. Line gegründet wurde.

## Bandgeschichte
Die Band besteht aus dem Komponisten, Texter und Musiker David A. Line und der deutsch-ungarischen Sängerin und Malerin Greta Ida Csatlos. Wechselnde Musiker und Tänzerinnen unterstützen die Band live. Von 2004 bis 2008 war z. B. die Musikerin und Modedesignerin Anke Gründel am Bass, ab 2009 die Musikerin Heidi Lindenberg am Keyboard und Sängerin Claudia Bauer-Korzin im Background.
Aus der Schülerband „ZiZa“ (ungarisch für Katze) gründete sich die spätere Band Untoten in Berlin. Sie waren Hausband verschiedener Jugend- und Besetzer-Clubs (z. B. Eisenbahner und Drugstore in Berlin). Ihr erstes Album Hab keine Angst Veluzifer beschäftigt sich mit Berlin und der Problematik des Straßenkindes. Die Band spielte an die 20 Livekonzerte im Jahr.
Parallel veröffentlichten David A.Line und Greta Ida Csatlos über das Kunstbüro Sonic Malade das satirische Stadtmagazin „Maul“. Csatlos veröffentlichte zudem zwei Comic-Bände, David A. Line arbeitete an den Nebenprojekten „Engelwerk“ und „Festival der Geisteskranken“.
Ab 2003 änderte sich das Interesse der Band. Weg vom vor allem visuell bizarren Konzept, hin zu kompositorisch starken Konzept-Alben. 2003 erschien das Album Grabsteinland, das seine Idee wiederum im Straßenkind-Milieu ansiedelt. Vom reinen „ich beschreibe was ich sehe und fühle“-Konzept ihres ersten Albums entwickelt sich das Straßenkind der Grabsteinland-Geschichte zum Kämpfer, zur Kämpferin. Grabsteinland wurde mit drei weiteren Alben (Grabsteinland II „Herrschaft der Vampire“, Grabsteinland III „Herz der Finsternis“, Grabsteinland IV „Die Schwarze Feder“) zur Tetralogie.
In den folgenden Jahren entwickelten Untoten Konzeptalben über die Legende der Die Blutgräfin, den Fall Loudun (Die Nonnen von Loudun) und die heXe, ein Werk über Kindheits- und Urängste.
2008 siedelte die Band von Berlin nach Leipzig über. Greta Ida Csatlos veröffentlichte als „Greta Ida“ 2009 ihr Solo-Album Lunatic.
2015 erschien mit Grabsteinland 5: Die Rückkehr eine weitere Fortsetzung der Grabsteinland-Geschichte.
2017 stieg Greta Csatlós aus der Gruppe aus, da sich mehr auf die Malerei konzentrieren möchte. Zudem lebt sie bereits seit sechs Jahren in Spanien. Untoten wird seitdem von David A. Line als Soloprojekt weitergeführt.

## Stil
Bis Hab keine Angst Veluzifer spielten Untoten Thrash Metal und Grindcore. Auf diesem Album mischten sie Grindcore mit elektronischer Musik und Elementen aus Dark Wave und Gothic Rock. Ab Kiss of Death verzichteten Untoten auf die Grindcore-Elemente und orientierten sich an Dark-Wave-Kompositionen mit Rock- und Metal-Anleihen. Das 1998er Album Nekropolis, das als Höhepunkt von Untotens Dark-Wave-/Gothic-Phase betrachtet werden kann, war erstmals frei von Metal-Elementen. Diese traten auf dem 1999er Werk Schwarze Messe wieder deutlicher hervor. Im Laufe der Jahre wurden auch Einflüsse anderer Richtungen, wie etwa Trip-Hop bei Seraphine (Schwarze Messe), Techno bei Darkroom (Vampire Book) oder Ambient/Electronica bei Spread Your Wings (The Look of Blasphemie), verarbeitet.
Mit der Grabsteinland-Albumreihe wandte sich die Band von ihrer früheren Dark-Wave-/Gothic-Ausrichtung ab und arbeitet seitdem verstärkt mit Elementen aus Chanson, Schlager und Neuer Deutscher Härte. Zugleich treten vermehrt akustische Instrumente auf, die die Elektronik auf den früheren Alben weitgehend ersetzen. Seit Die Blutgräfin übernimmt David A. Line neben Greta Csatlós einzelne Gesangsparts.
Die Texte der Band waren bis einschließlich Hab keine Angst Veluzifer in deutscher Sprache gehalten. Auf den nachfolgenden fünf Alben wurden fast ausschließlich englische Texte gesungen, eine Ausnahme bilden die Songs Tanz der Hexen und Desdemona vom 1999er Album Schwarze Messe. Erst mit Grabsteinland kehrte Untoten gezielt zu deutschen Texten zurück. Auf den Konzeptalben Die Blutgräfin und Die Nonnen von Loudun schrieb David A. Line alle Texte.

## Diskografie

### Alben
- 1996: Hab keine Angst Veluzifer
- 1997: Kiss of Death
- 1998: Nekropolis
- 1999: Schwarze Messe
- 2000: Vampire Book
- 2001: Look of Blasphemie
- 2003: Grabsteinland 1: Durch den Kristallwald (1. Teil der Tetralogie)
- 2004: Grabsteinland 2: Herrschaft der Vampire (2. Teil der Tetralogie)
- 2005: Grabsteinland 3: Herz der Finsternis (3. Teil der Tetralogie)
- 2006: Die Blutgräfin (Doppel-Album)
- 2007: Die Nonnen von Loudun – Hysteria, die ganze Geschichte
- 2007: Die Nonnen von Loudun – Das geheime Tagebuch einer Nonne
- 2008: die heXe
- 2008: die heXe – Uncut
- 2009: Grabsteinland 4: Die Schwarze Feder (4. Teil der Tetralogie)
- 2009: Des Raben Flug
- 2010: Liebe oder Tod
- 2010: Haus der Lüge
- 2011: Zombie 1: Die Welt danach
- 2011: Zombie 2: The Revenge
- 2012: Eisenherz
- 2013: Zeitmaschine
- 2014: Like A Lost Child
- 2015: Grabsteinland 5: Die Rückkehr
- 2018: Blackshadow
- 2019: TotenVogel
- 2021: Totenhaus
- 2022: Grabsteinland VI (Die letzte Schlacht)

### Sonstiges
- 1994: In den Mund genommen „Poser“ (unter dem Namen ZiZa veröffentlicht)
- 1995: Maultot (Demoveröffentlichung)
- 1998: Dresscode Black I (mit anderen Bands wie Festival der Geisteskranken u. v. m.)
- 1999: A Tribute to Sexmania – Blutende Maria (mit anderen Projekten von David A. Line und Untoten-raritet-Track „Shake“)
- 2002: Untoten vs. SOKO Friedhof – Dresscode Black II: Get into the Goth Club (Split-Veröffentlichung mit SOKO Friedhof)
- 2004: Raben (CDS)
- 2006: Hab keine Angst Veluzifer (Wiederveröffentlichung inkl. 4 Bonustracks & Poster-Booklet)
- 2007: Best Of
- 2012: How to Become Undead (Rarities 1990–2000)
- 2017: Untoten vs. SOKO Friedhof – Teufelskreis (Split-Veröffentlichung mit SOKO Friedhof)
- 2020: Welt Untergang (Split-Veröffentlichung mit Ewigheim)